# کرمنسیوگ

کرمنسوگ

کرمنسیوگ (به لاتین: Cremenciug) یک منطقهٔ مسکونی در مولداوی است که در شهرستان کاوسنی واقع شده‌است. کرمنسیوگ ۱٬۰۹۴ نفر جمعیت دارد.